# Улица Ворошилова (Санкт-Петербург)

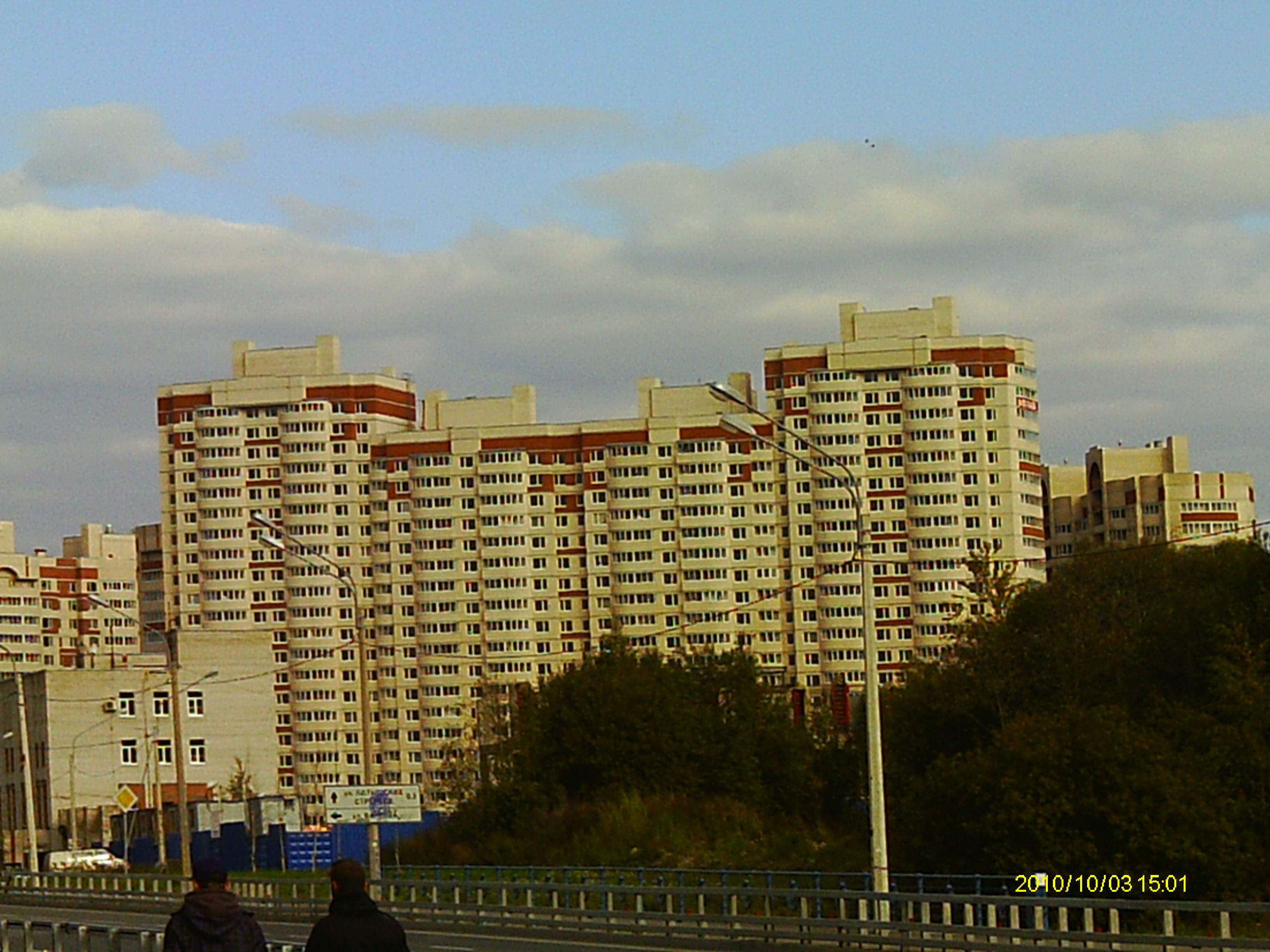
Вид на Долгоруков мост

Улица Вороши́лова — улица в Невском районе Санкт-Петербурга. Проходит от улицы Бадаева (является её продолжением) до улицы Латышских Стрелков. Движение двухполосное в обе стороны.

## История

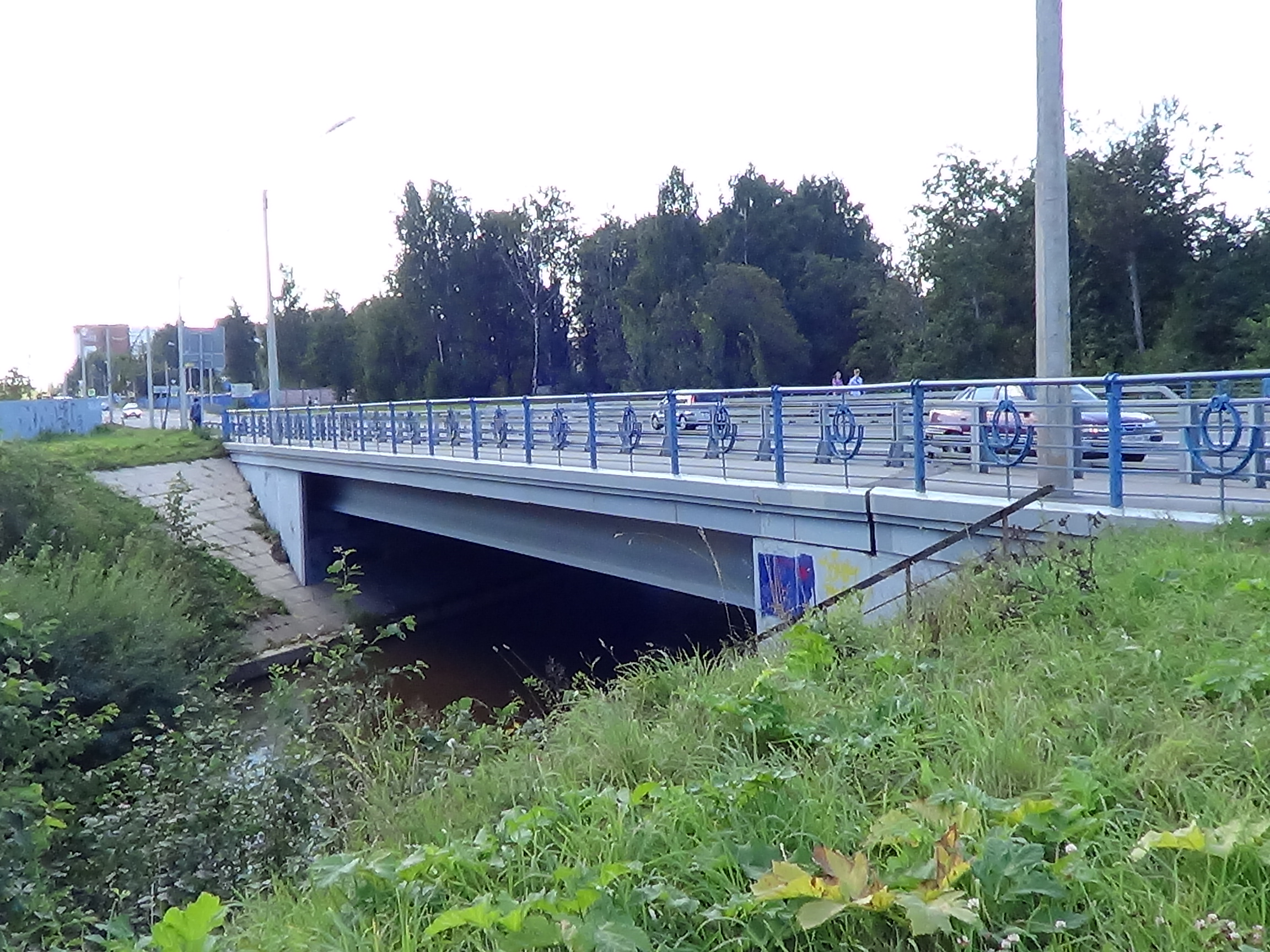
Долгоруков мост

Улица получила название 3 марта 1975 года в честь К. Е. Ворошилова.
В 2009 году был открыт участок улицы Ворошилова от проспекта Пятилеток до улицы Латышских Стрелков[уточнить] вместе с мостом через реку Оккервиль, в 2010 году получившим имя Долгоруков мост.
29 апреля 2010 года на доме 11 установлена аннотационная доска.
Между улицей Латышских Стрелков и рекой Оккервиль к восточной стороне улицы Ворошилова примыкает искусственный холм (бывшая свалка), часть которого имеет название Яблоновский сад.

## Пересечения
- улица Бадаева
- проспект Пятилеток
- улица Ванеева
- улица Латышских Стрелков